# Kensuke Nagai
Kensuke Nagai (* 5. března 1989) je japonský fotbalista.

## Reprezentace
Kensuke Nagai odehrál 12 reprezentačních utkání. S japonskou reprezentací se zúčastnil letních olympijských her 2012.

## Statistiky
| Japonsko | Japonsko | Japonsko |
| Roky     | Záp.     | Góly     |
| -------- | -------- | -------- |
| 2010     | 1        | 0        |
| 2011     | 0        | 0        |
| 2012     | 0        | 0        |
| 2013     | 0        | 0        |
| 2014     | 0        | 0        |
| 2015     | 5        | 0        |
| 2016     | 0        | 0        |
| 2017     | 0        | 0        |
| 2018     | 0        | 0        |
| 2019     | 6        | 3        |
| Celkem   | 12       | 3        |